# کلیسای جامع بگراتی
کلیسای جامع کوتائیسی، که بیشتر با نام کلیسای جامع بگراتی (گرجی: ბაგრატი؛ ბაგრატის ტაძარი) شناخته می‌شود، یک کلیسای جامع ساخته شده در سده یازدهم میلادی در شهر کوتائیسی، در منطقه ایمرتی در گرجستان است. این کلیسا که شاهکار معماری قرون وسطایی گرجستان است، در طول قرن‌ها آسیب‌های جدی‌ای دید و از دهه ۱۹۵۰ میلادی به شکل کنونی خود بازسازی شد. همچنین مجموعه‌ای از کارهای بازسازی جنجال‌آفرین در سال ۲۰۱۲ نیز انجام شد. این بازسازی‌ها، یونسکو را بر این داشت که کلیسای جامع را از فهرست میراث جهانی حذف کند. این بنای برجسته در چشم‌انداز مرکز کوتائیسی، بر روی تپه اوکیمریونی قرار دارد.

## تاریخ
کلیسای جامع باگراتی در سال‌های ابتدایی سده یازدهم میلادی، در طول فرمانروایی پادشاه گرجی، بگرات سوم ساخته شد که کلیسا نامش را از او می‌گیرد. در سال ۱۶۹۲، به دلیل یک انفجار به دست سربازان عثمانی که به پادشاهی ایمرتی یورش برده بودند، بخش‌هایی از کلیسا ویران شد. این رویداد باعث ریزش گنبد و سقف کلیسا شد.
کارهای حفاظت و بازسازی و همچنین پژوهش‌های تاریخی در دهه ۱۹۵۰ میلادی به رهبری معمار گرجی، وختنگ تسینتسادزه در کلیسا آغاز شد. کارهای بازسازی توسط تسینتسادزه به شش مرحله تقسیم شد و چندین دهه تا سال ۱۹۹۴ ادامه داشت. در همان سال، کلیسای جامع بگراتی در کنار صومعه گلاتی با هم به عنوان یک میراث جهانی یونسکو ثبت شدند. در سال ۲۰۰۱، مالکیت کلیسا از دولت گرجستان به کلیسای ارتدکس گرجی انتقال یافت. هم‌اکنون این کلیسا کاربردهای محدود مذهبی دارد، اما گردشگران و زائران زیادی را به خود جذب می‌کند. هم‌اکنون کلیسای جامع بگراتی، به عنوان نماد شهر کوتائیسی به کار می‌رود و یکی از جاذبه‌های گردشگری اصلی آن است.

## وضعیت کنونی و مسائل حفاظتی

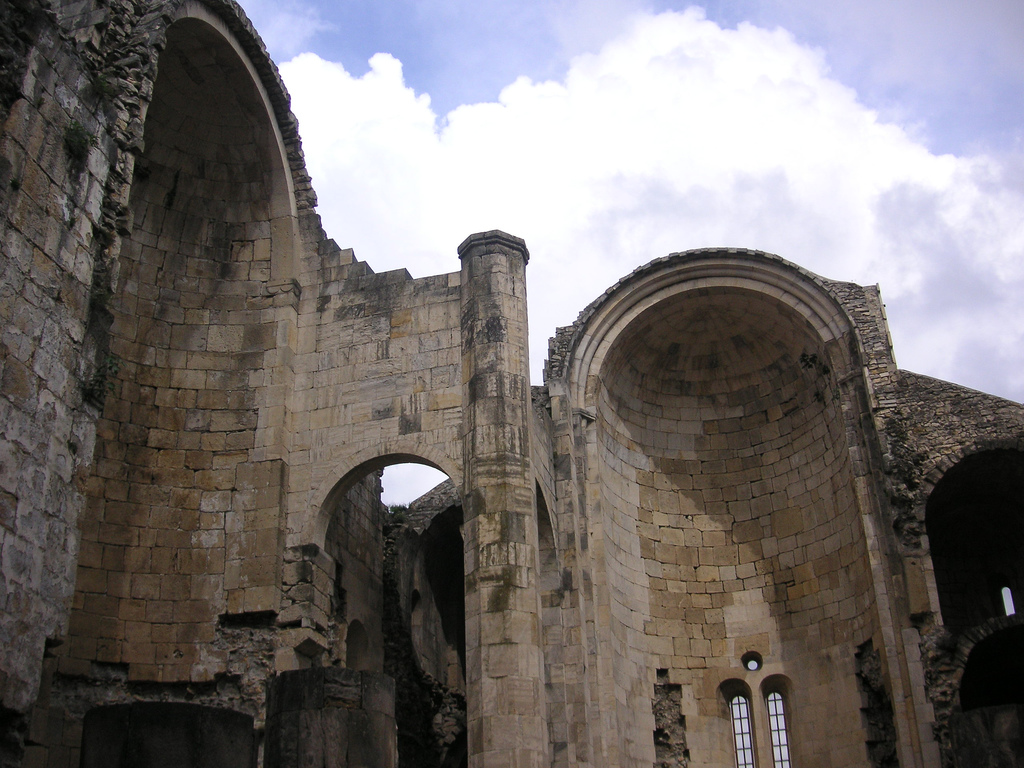
دیوار شرقی کلیسای جامع بگراتی در سال ۲۰۰۵. سقف کلیسا همچنان فروریخته بود.

در ژوئیه ۲۰۱۰، یونسکو کلیسای جامع بگراتی را به فهرست میراث جهانی در خطر افزود، زیرا کار بازسازی ادامه‌دار به یکپارچگی و اصالت بنا آسیب می‌رساند. حتی پیش از آن، ایکوموس در سال ۲۰۰۸ نگران رو به زوال رفتن بگراتی شده بود، و گفت که تلاش‌های دولت برای حفاظت از سایت، نباید به ارزش تاریخی آن آسیبی برساند. در سال ۲۰۱۱، یونسکو از مقامات دولتی گرجستان درخواست کرد تا یک برنامه راهبردی برای معکوس کردن برخی از تغییرات اخیر در کلیسا راه‌اندازی کنند اما اذعان کرد که این تغییرات ممکن است «تقریباً غیرقابل برگشت» باشند. در سال ۲۰۱۷، یونسکو بگراتی را از فهرست میراث جهانی حذف کرد، با توجه به اینکه بازسازی عمده به یکپارچگی و اصالت آن آسیب جدی رسانده بود.

## نگارخانه

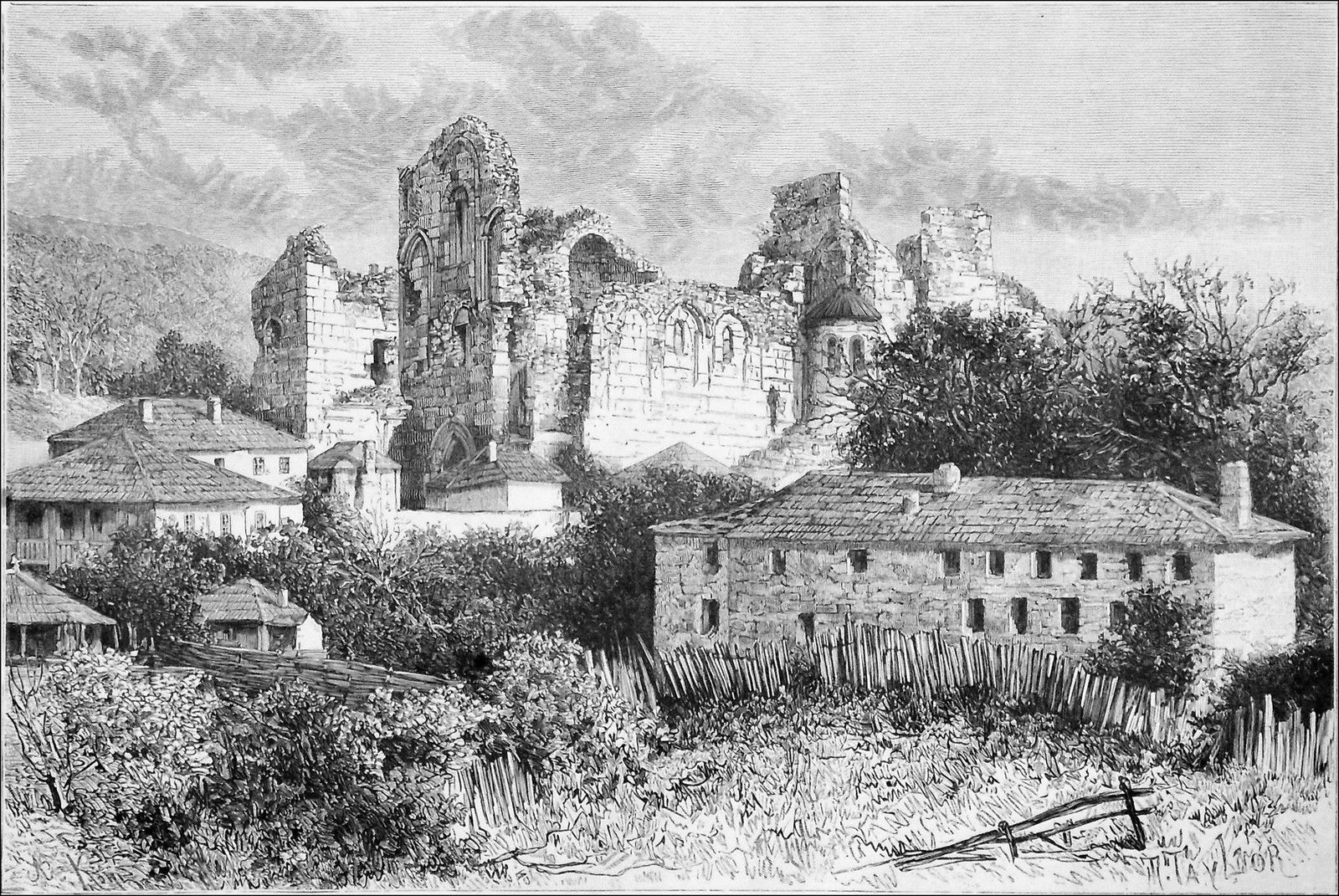
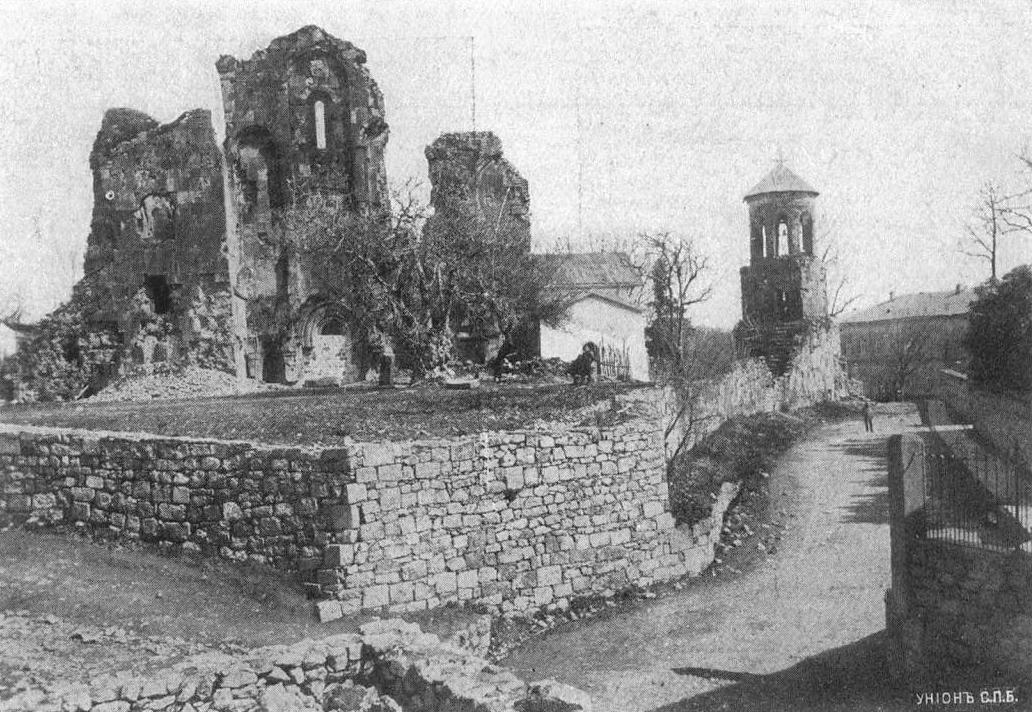
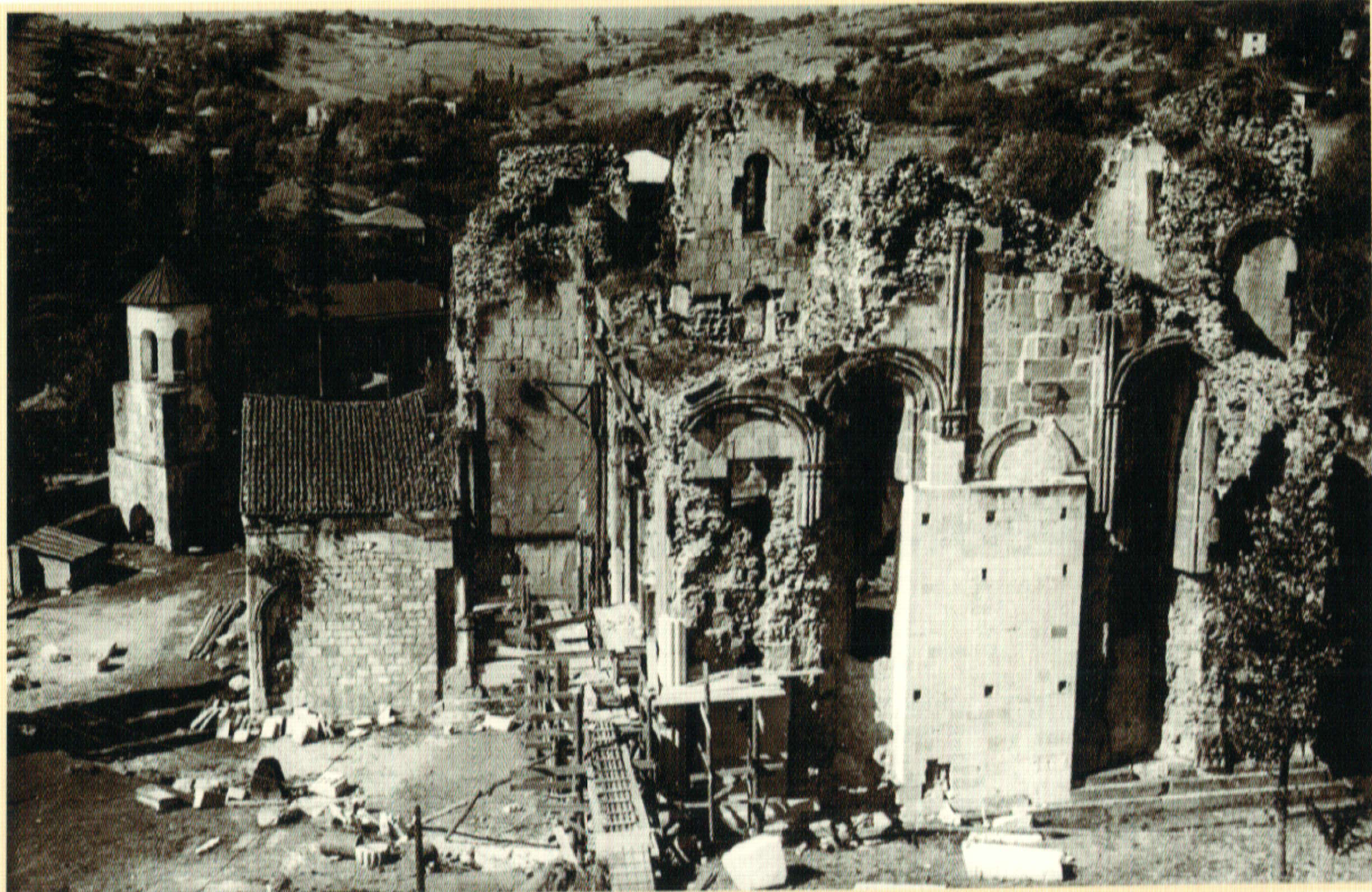
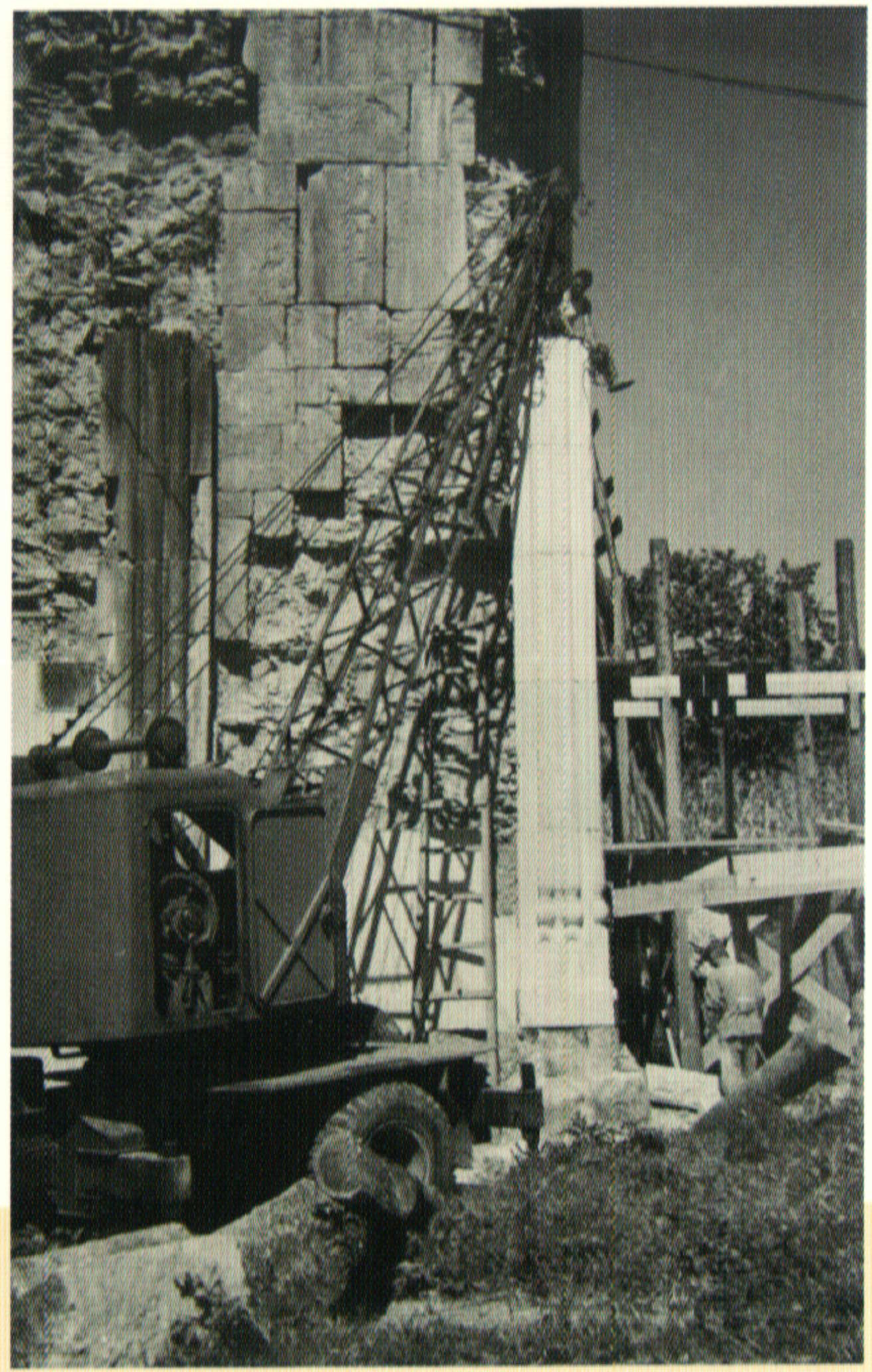
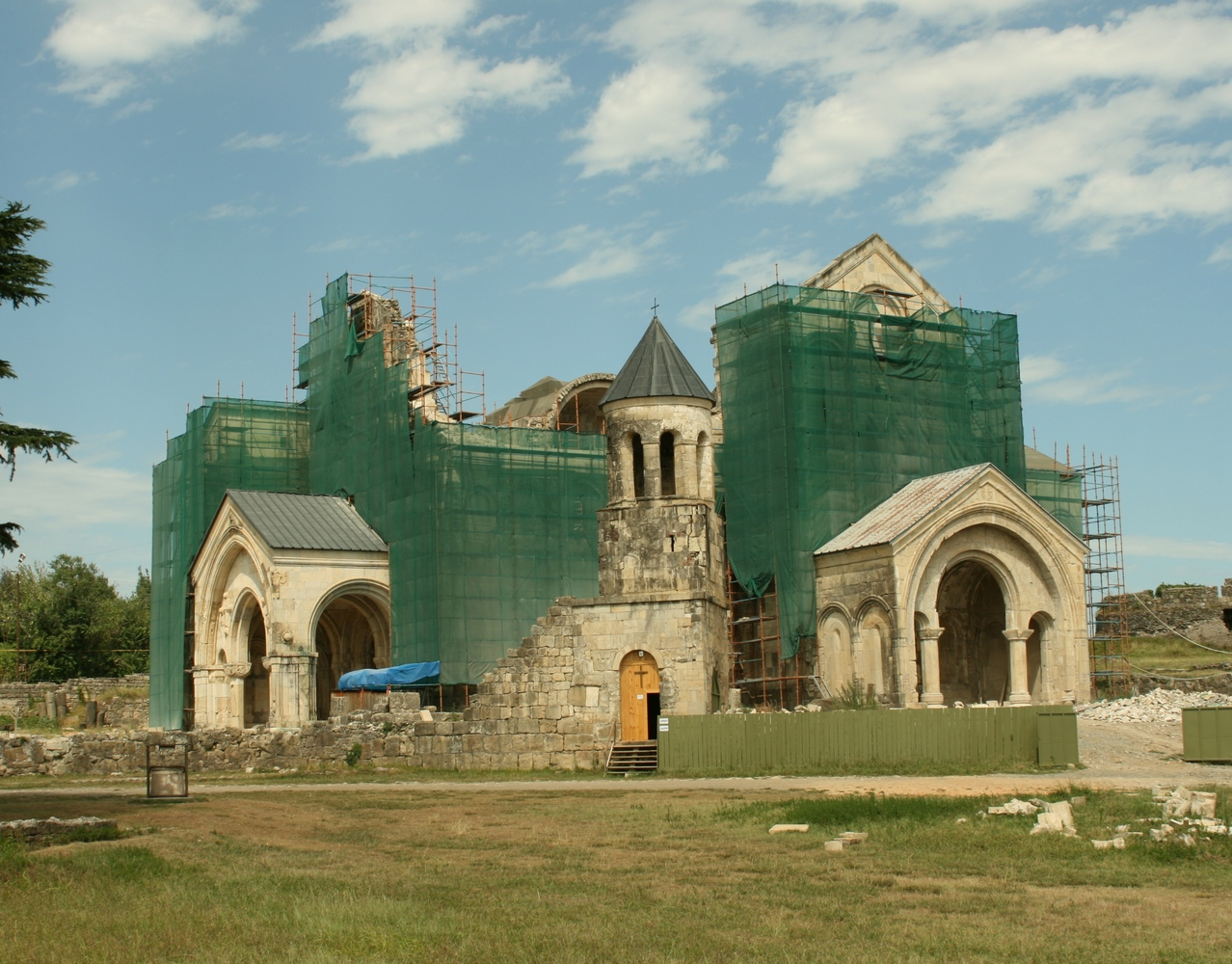
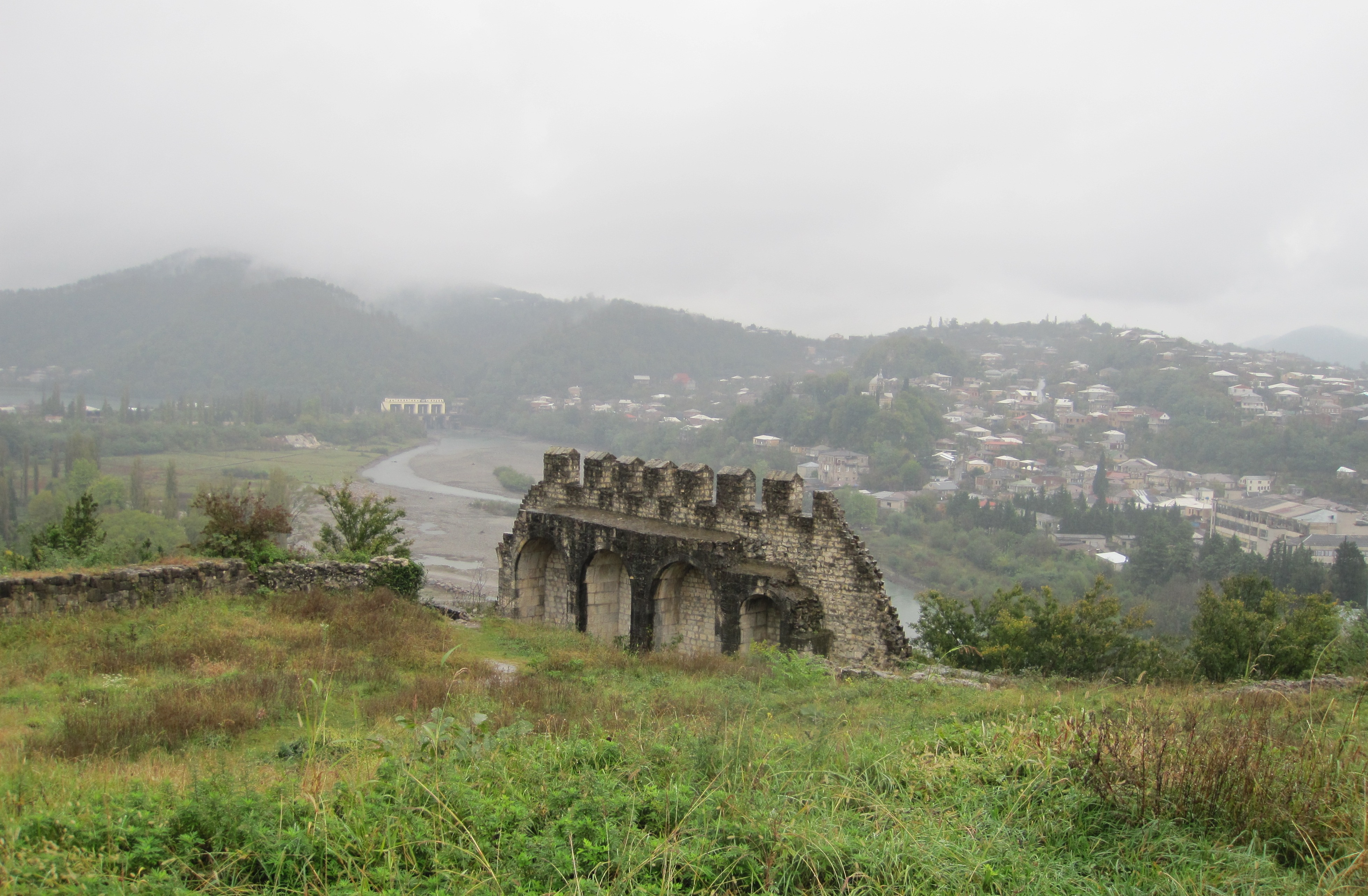
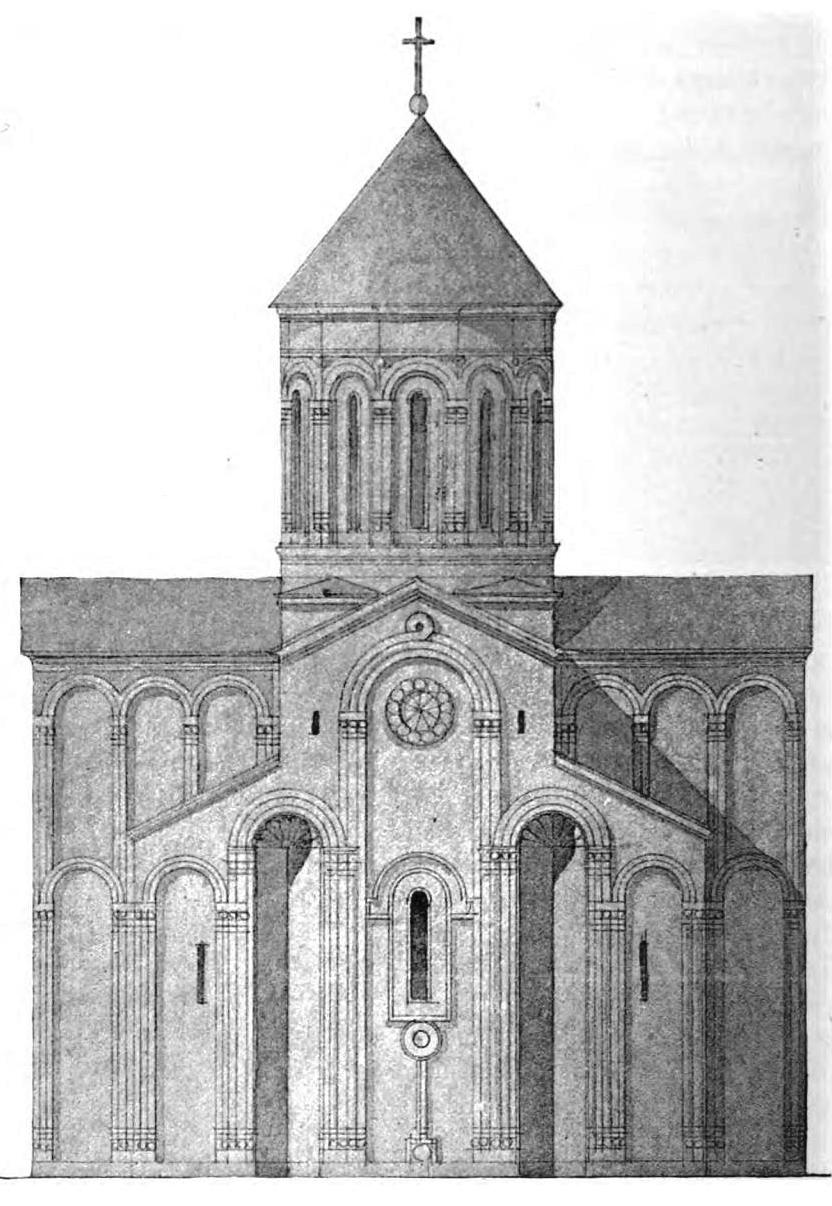
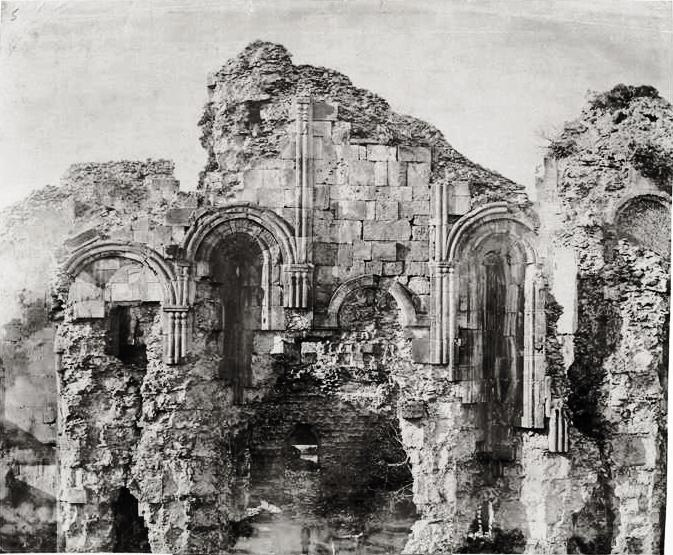
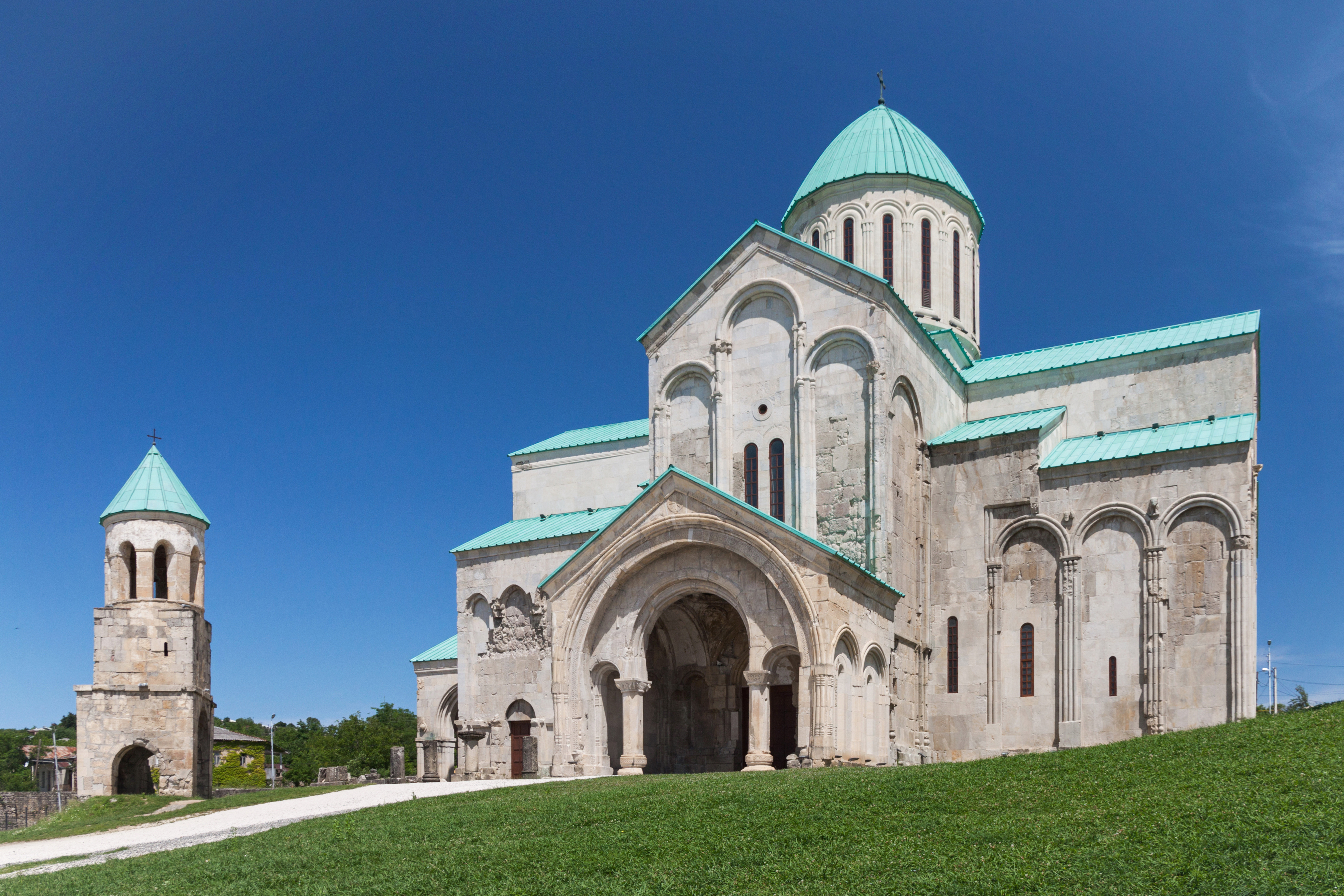
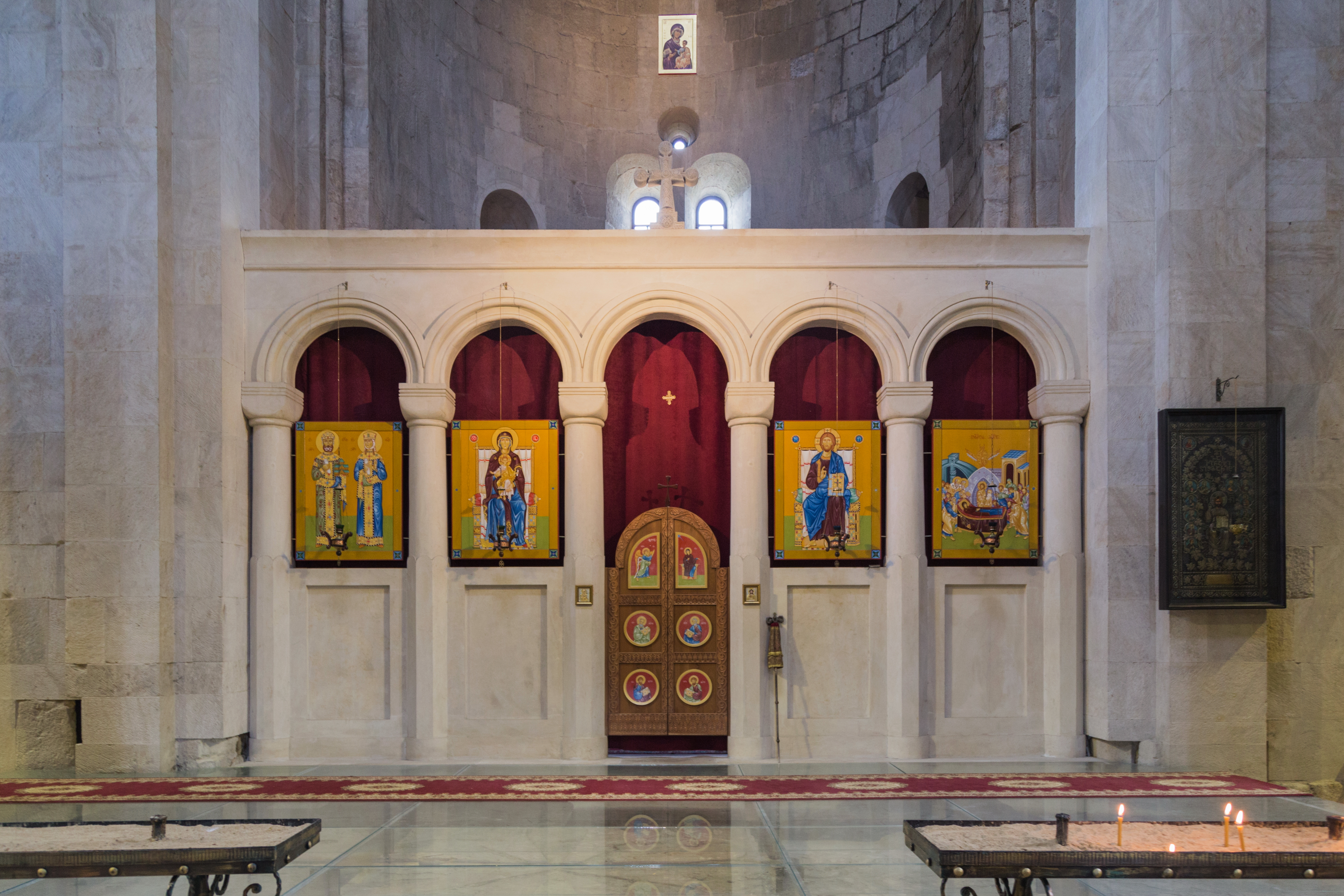
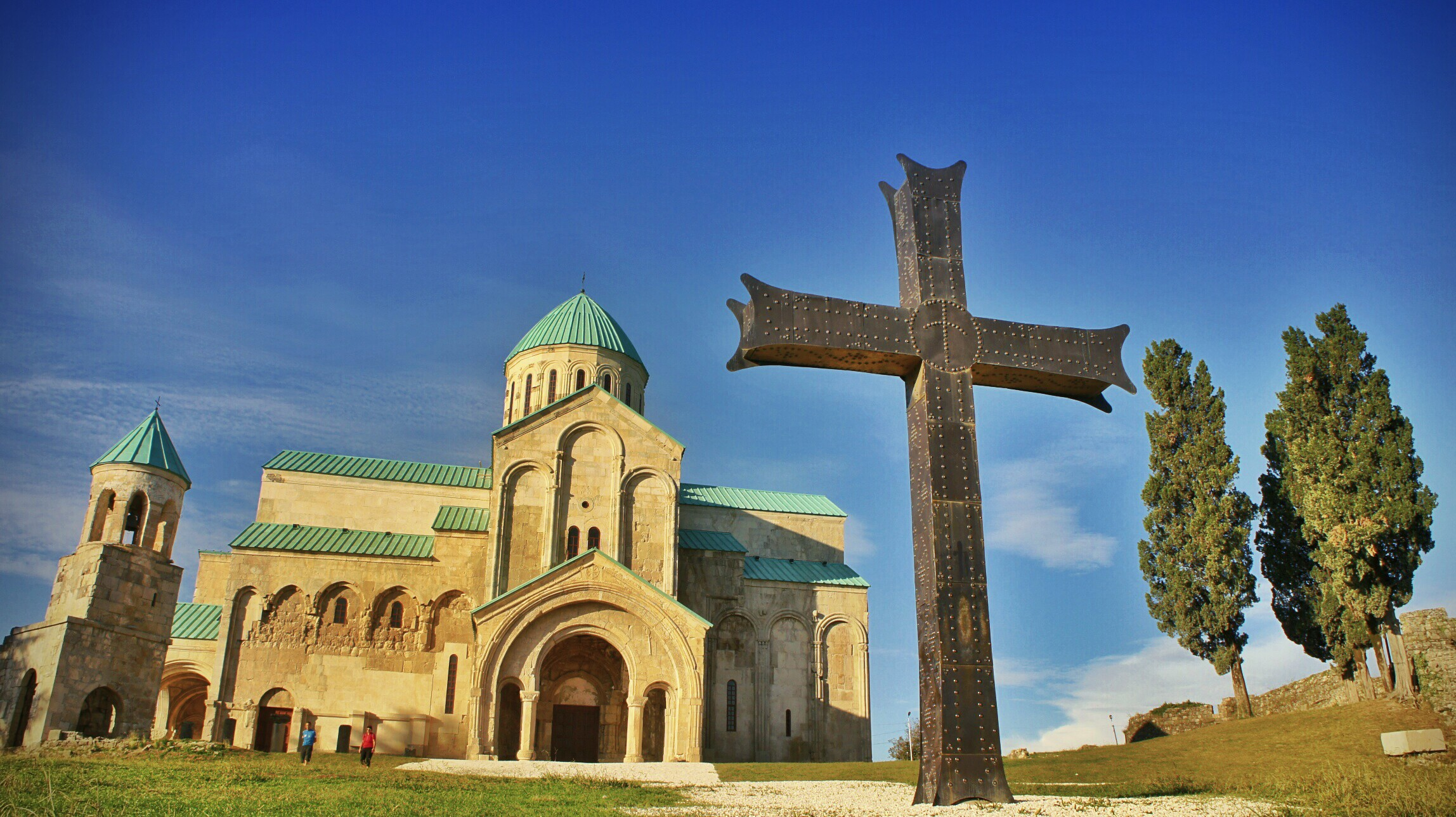
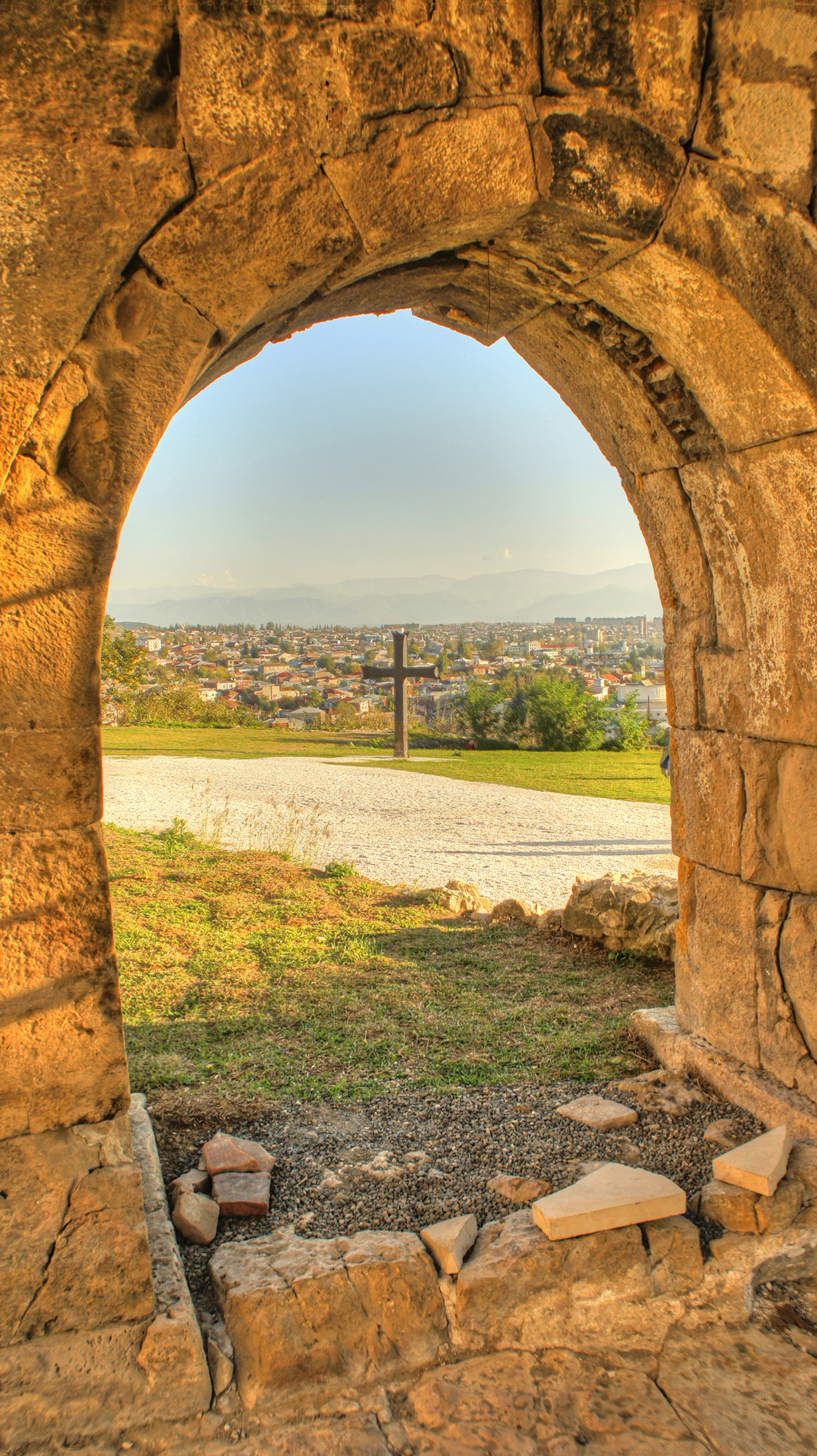
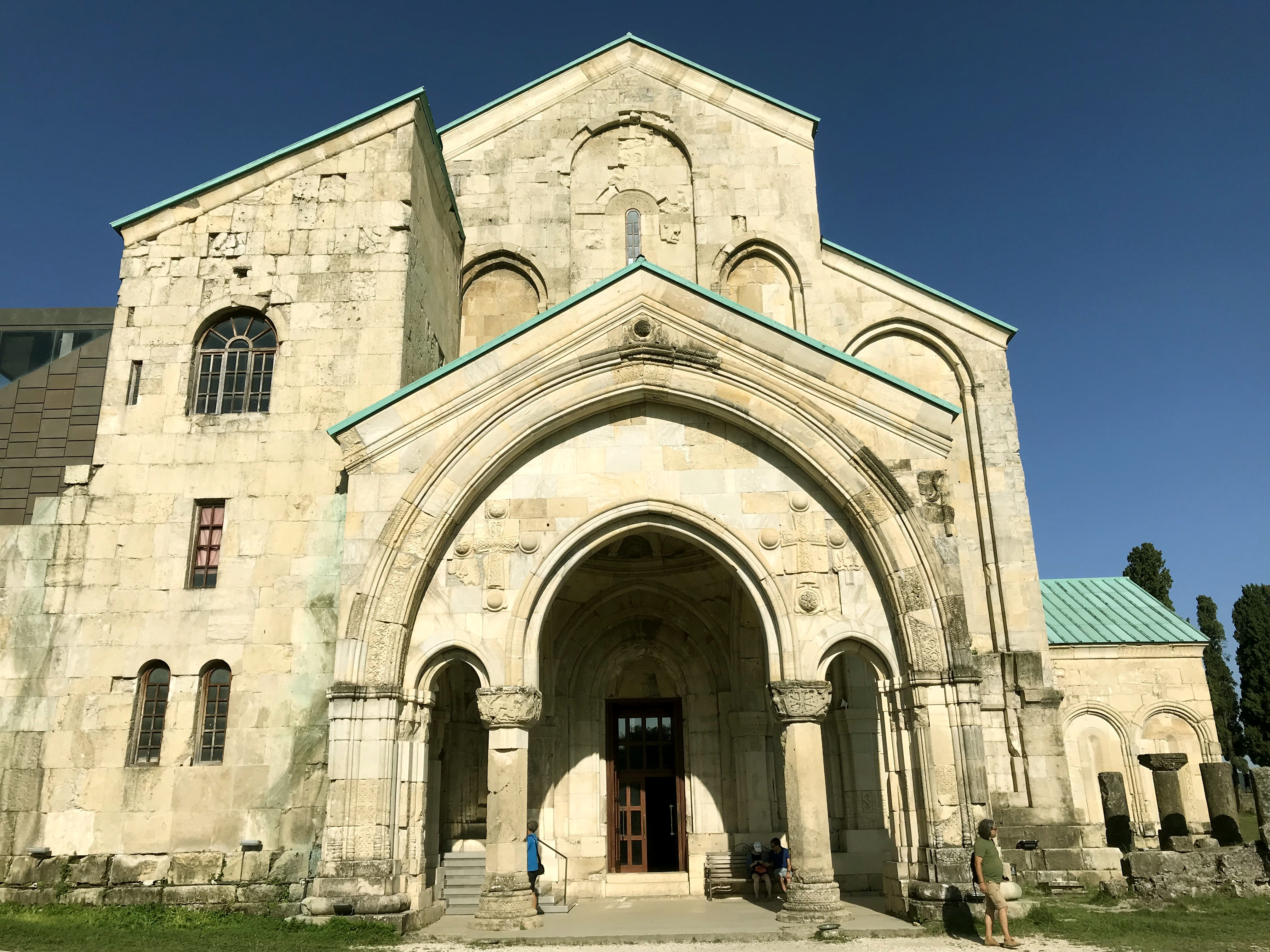
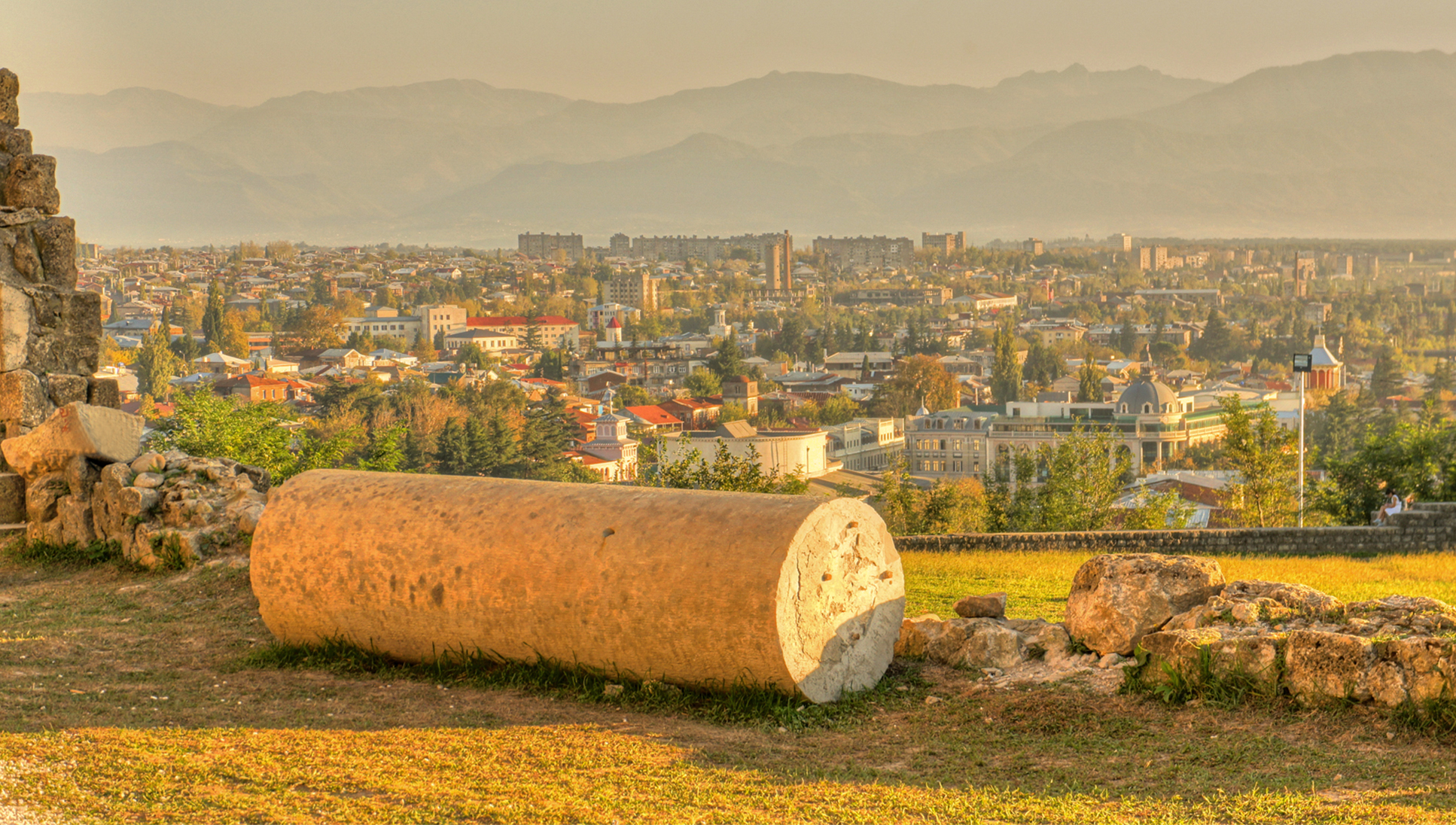
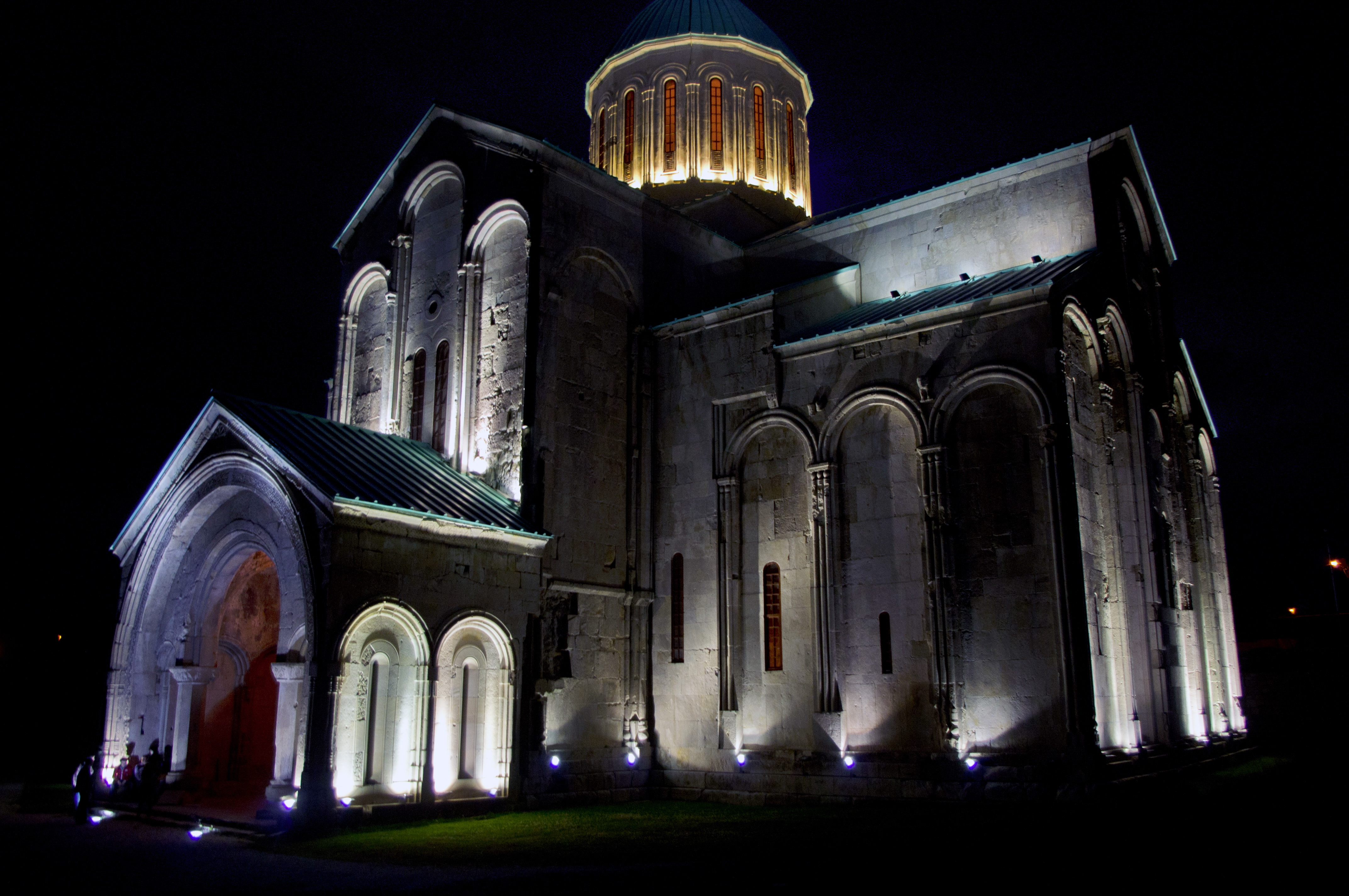